# Tonopah Test Range
Tonopah Test Range (förkortat TTR, även kallat Area 52) är ett testområde inom Nellis Air Force Base Complex som ligger 48 km sydöst om Tonopah, Nevada grundat 1957. Området ägs och förvaltas av USA:s energidepartement. Området är stängt för allmänheten.  

## Beskrivning
Området är ägt av USA:s energidepartement och används främst av Sandia National Laboratories, med tillåtelse från National Nuclear Security Administration. På området sker främst tester kopplat till flygplan, bomber och kärnvapen. Sandia National Laboratories anläggning ligger till sydöst om Tonopah Test Range Airport, där det finns byggnader för laboratorier och personal. De utför tester för utvärdering och forskning  av vapentester för USA:s energidepartement. De har bland annat varit delaktiga i Operation Roller Coaster. 
Terrängen är öken med en stor population av vilda djur, som är noga kontrollerade av Bureau of Land Management. 

## Flygfält
På området ligger Tonopah Test Range Airport som är den största anläggningen på området. Vid flygplatsen finns det hangarer och byggnader, till skillnad från andra flygfält inom Tonopah Test Range. Tonopah Airport (tidigare Tonopah Air Force Base) räknades innan till området, dock efter att det blev en civil flygplats gör det inte det längre. Mellan Airstrip är ett mindre flygfält som används som ett övningsfält för piloter, oftast för träning med C-130 and C-17. Flygfältet har efter år 2000 renoverats och fått en asfaltbana. Det finns fem mindre flygfält vid området som är övergivna och inte i bruk. 

## Kontamination
1963, till följd av Operation Roller Coaster spreds det en mindre del plutonium ut över området. Det spreds senare med luft ut till delar av Kalifornien. 
I mitten av 2007 hade totalt 71 vilda hästar dött till följd av nitratsubstanser hade dumpats i områdets natur, och där med i vattendrag. Det hade under 1980-talet använts som ett medel för att förhindra isbildning på flygplan.